# São Callisto Caravário (Uai-Mori)

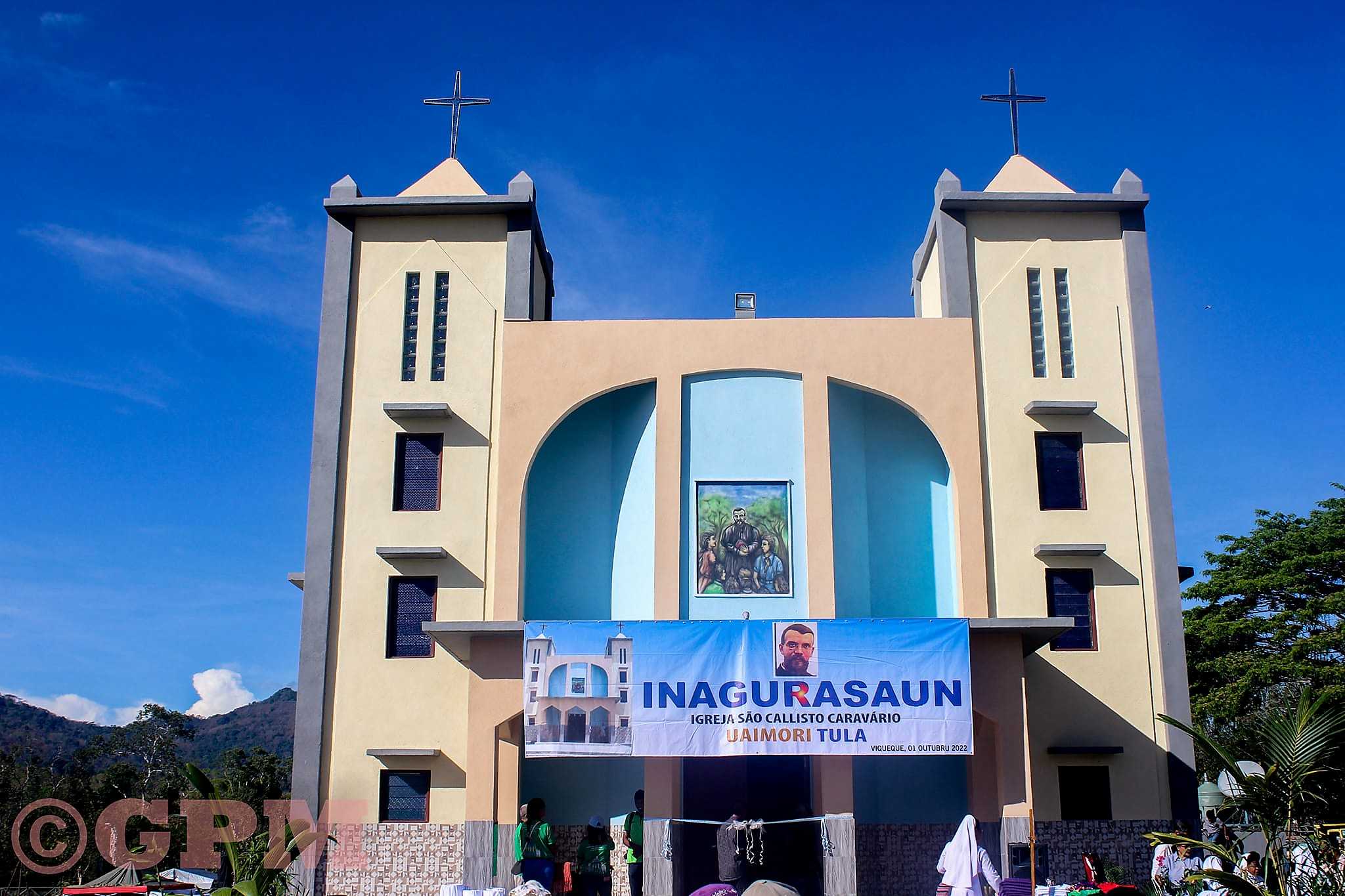
Die Kirche (2022)

São Callisto Caravário ist die römisch-katholische Kirche der osttimoresischen Pfarrei im Suco Uai-Mori (Verwaltungsamt Viqueque, Gemeinde Viqueque). Sie ist das erste christliche Gebetshaus in dem Suco, der zur Pfarrei Viqueque des Bistums Baucau gehört.
Die Kirche wurde am 1. Oktober 2022 von Kardinal Virgílio do Carmo da Silva eingeweiht. Sie ist dem heiliggesprochenen Missionar Kallistus Caravario gewidmet.

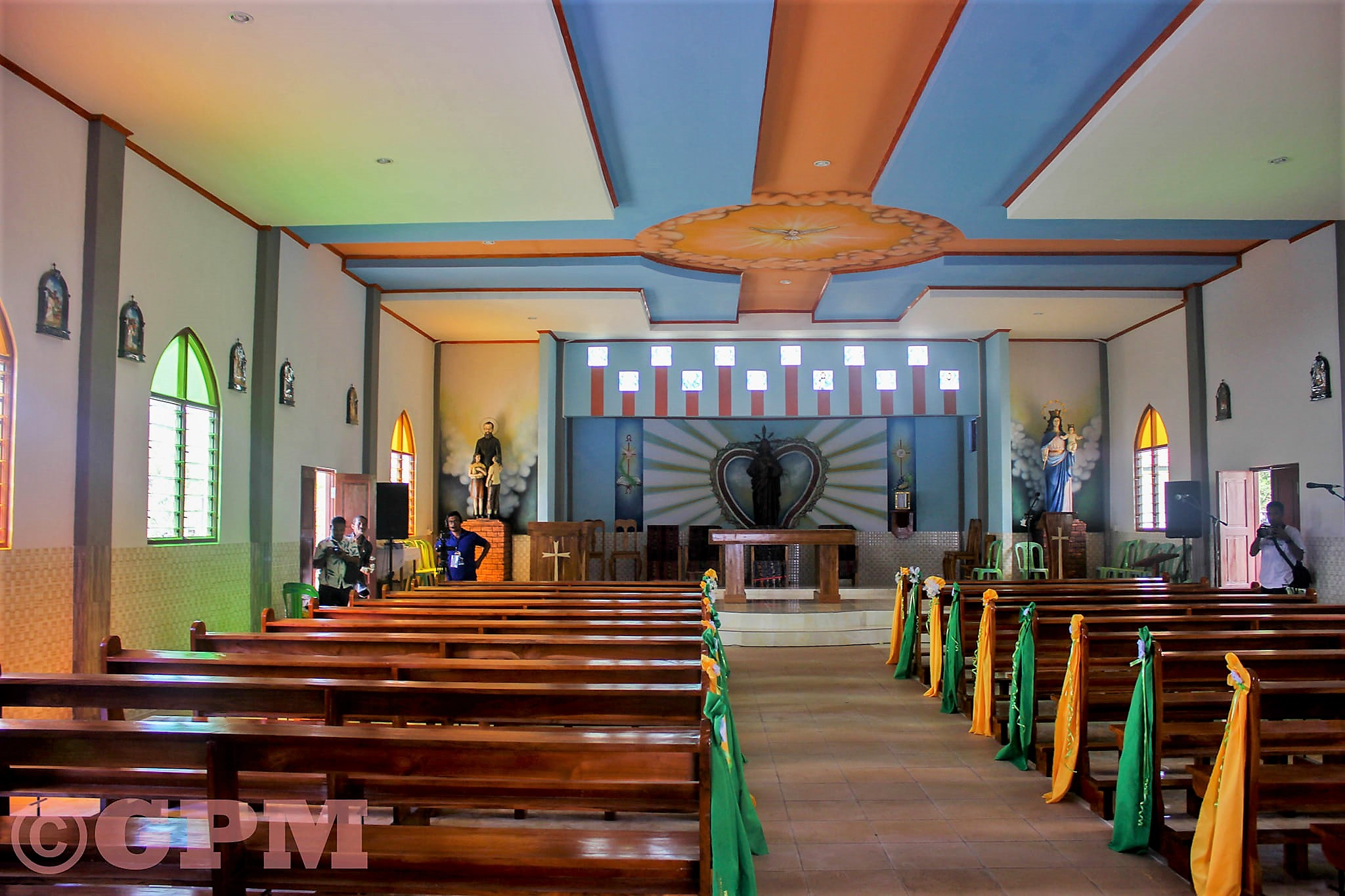
In der Kirche
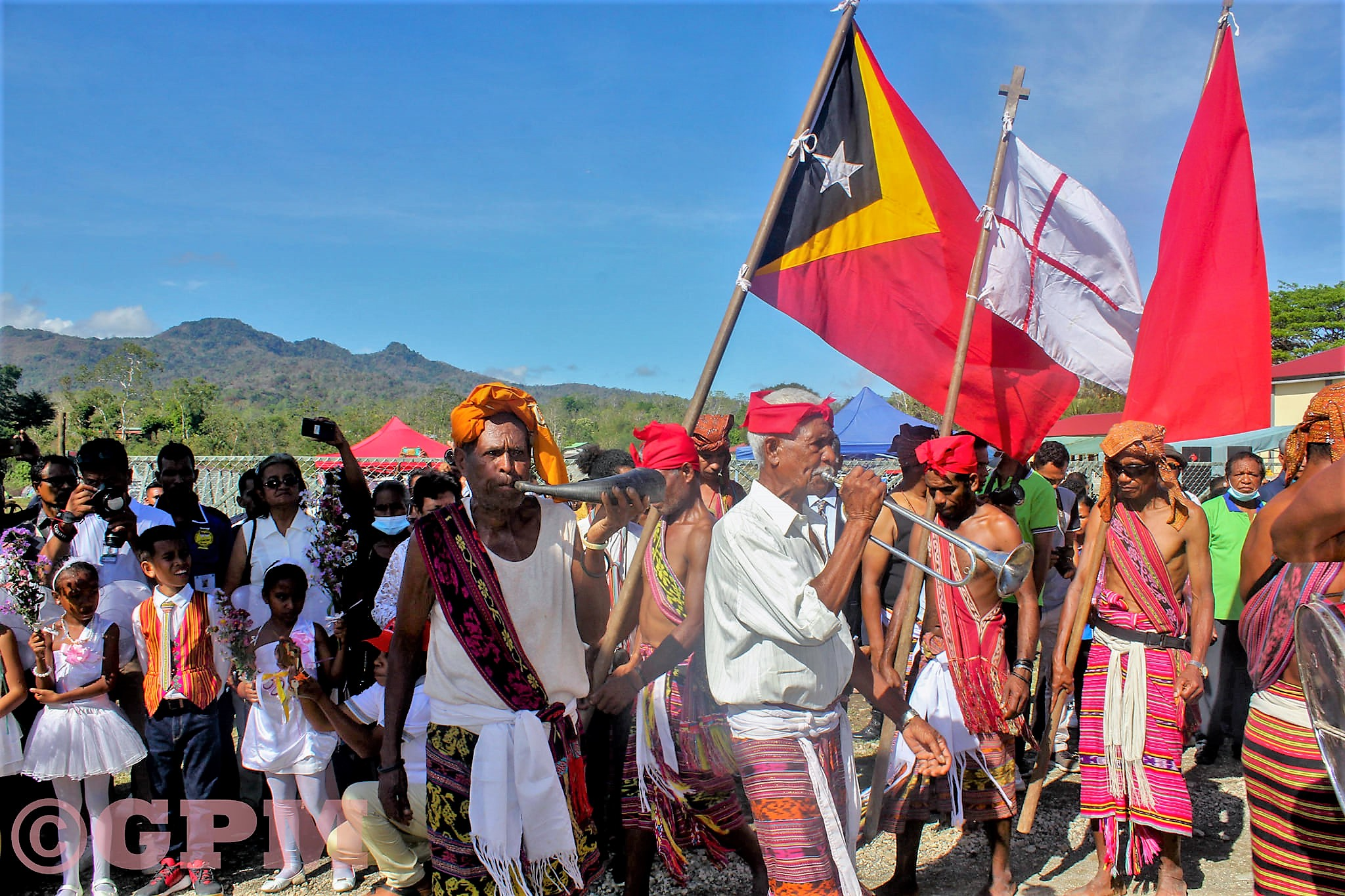
Tag der Einweihung (2022)